# Cápsula espacial
Una cápsula espacial es una aeronave, que puede estar tripulada o no, que usa una cápsula de reingreso de cuerpo no puntiagudo para reentrar a la atmósfera de la Tierra sin el uso de alas. Las cápsulas se distinguen de los satélites principalmente por la capacidad de sobrevivir a la reentrada de la superficie terrestre, devolviendo la carga útil. Las naves espaciales tripuladas basadas en estas cápsulas, como Soyuz u Orion, suelen tener el apoyo de un módulo de servicio o adaptador y a veces se aumentan con un módulo extra cuando las misiones espaciales son más largas. Las cápsulas constituyen la mayoría de los diseños de naves espaciales tripuladas. 
Ejemplos actuales de dichas cápsulas espaciales son: Soyuz, Shenzhou, Orion, Starliner, y Dragón 2. Otras cápsulas, están actualmente en desarrollo, como Orel o Gaganyaan. Las misiones más conocidas que han involucrado cápsulas tripuladas Vostok, Mercurio, Voskhod, Gemini, y Apolo. Estas cápsulas espaciales tripuladas, y todas, deben ser capaces de mantener la vida de los integrantes, protegiéndoles de la radiación y la temperatura del vacío.

## Historia

### Vostok

Cápsula espacial Vostok

El Vostok fue la primera cápsula espacial tripulada de la Unión Soviética. El primer vuelo espacial humano fue Vostok 1, realizado el 12 de abril de 1961 por el cosmonauta Yuri Gagarin .
La cápsula fue originalmente diseñada para utilizarla tanto como plataforma de la cámara del primer programa de satélite espía de la Unión soviética, (Zenit), como aeronave tripulada. Este doble uso del diseño fue crucial para obtener el apoyo del Partido Comunista para el programa. El diseño utilizó un módulo de reingreso esférico, con un módulo de descenso que contenía propulsores con control de actitudes  y el retrocohete para la terminación de la órbita. El diseño básico se ha mantenido en uso unos 40 años, gradualmente habiendo sido gradualmente adaptados para una gama de satélites no tripulados.
El módulo de reingreso estaba completamente cubierto en material ablativo para proteger del calor, teniendo 2.3 metros de diámetro, y pesando 2,460 kilogramos. La cápsula se cubrió con un cono de nariz para mantener un perfil de bajo arrastre para el lanzamiento, con una cabina interior cilíndrica de aproximadamente 1 metro de diámetro casi perpendicular al eje longitudinal de la cápsula. El asiento del cosmonauta disponía de un paracaídas por si era necesario una eyección de emergencia y su correspondiente aterrizaje. La cápsula disponía también de un paracaídas propio para aterrizar en la tierra. A pesar de que las fuentes oficiales declararon que Gagarin había aterrizado dentro de su cápsula, un requisito para cualificarlo como el primer vuelo espacial tripulado por las reglas de Federación Aeronáutica Internacional (IAF), más tarde se reveló que todos los cosmonautas de Vostok fueron expulsados y aterrizaron por separado de la cápsula. La cápsula fue recibida por un módulo de equipo cónico orientado hacia la popa. Esta era de 2,25 metros de largo por 2,43 metros, con un peso de 2270 kilogramos. Contenía gases de respiración de nitrógeno y oxígeno, baterías, combustible, propulsores de control de actitud y el retrocohete. Podía soportar vuelos de hasta diez días. Se llevaron a cabo con éxito seis lanzamientos de Vostok, los dos últimos pares en vuelos simultáneos. El vuelo más largo duró poco menos de cinco días, (Vostok 5) del 14 al 19 de junio de 1963.
Dado que los propulsores de control de actitud estaban ubicados en el módulo de instrumentos, el cual fue descartado inmediatamente antes de la reentrada, la ruta y la orientación del módulo de reentrada no se pudieron controlar de manera activa. Esto significó que la cápsula tenía que protegerse del calor de reentrada en todos los lados, determinando su diseño esférico (a diferencia del diseño cónico del Proyecto Mercury, que permitía un volumen máximo y minimizaba el diámetro del escudo térmico).[cita requerida] Algo de control de la orientación de reentrada de la cápsula fue posible al compensar su centro de gravedad. 

La cápsula espacial Voskhod, volando en sus dos variantes.

El diseño de Vostok fue modificado para poder llevar tripulaciones de varios cosmonautas, repartidos en dos vueltos como ordenaba el programa Voskhod. La cabina cilíndrica interior se reemplazó con una cabina más ancha, rectangular, la cual podía aguantar tres cosmonautas sentados en fila (Voskhod 1), o dos cosmonautas con un esclusa de aire hinchable entre ellos, permitiendo así laactividad extravehicular (Voskhod 2). Se agregó un retrocohete de respaldo de combustible sólido a la parte superior del módulo de descenso. El asiento eyectable de Vostok se retiró para ahorrar espacio (por lo tanto, no había ninguna disposición para que la tripulación escapara en caso de una emergencia de lanzamiento o aterrizaje). La nave espacial completa Voskhod pesaba 5.682 kilogramos.
La carencia de espacio significaba que los miembros de tripulación de Voskhod 1 no disponía de trajes espaciales. Todos los miembros de la tripulación de Voskhod 2 llevaron trajes espaciales. Las esclusas de aire eran necesarias ya que los sistemas eléctricos y medioambientales del vehículo eran de aire frío, y la despresurización total de la cápsula llevaba a sobrecalentamiento. La esclusa de aire pesaba 250 kg, tenía 700 mm de diámetro y 770 mm de alto cuando se colapsó para su lanzamiento. Cuando se extendió en órbita, tenía 2,5 m de largo, tenía un diámetro interno de 1 m y un diámetro externo de 1,2 m. El segundo miembro de la tripulación usó un traje espacial como precaución contra la despresurización accidental del módulo de descenso. La esclusa de aire se descartó después de su uso.
La falta de asientos eyectables significó que la tripulación de Voskhod regresaría a la Tierra dentro de la nave espacial, a diferencia de los cosmonautas de Vostok que se lanzaron y se lanzaron en paracaídas por separado. Debido a esto, se desarrolló un nuevo sistema de aterrizaje, que agregó un pequeño cohete de combustible sólido a las líneas de paracaídas. Esta se disparaba cuando el módulo de descenso se acercaba al aterrizaje, proporcionando un aterrizaje más suave y seguro.

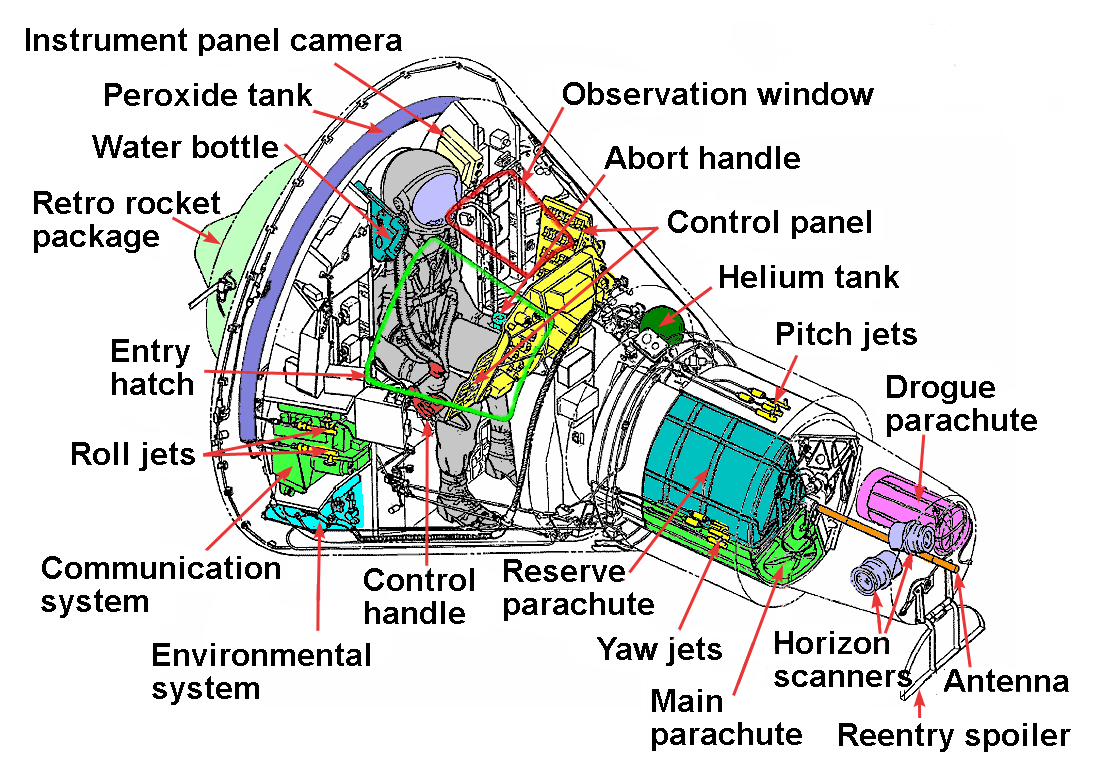
Diagrama interno de la cápsula Mercury

El diseñador principal de la aeronave Mercury fue Maxime Faget, quién empezó su búsqueda del vuelo espacial humano durante el tiempo del NACA.. Mercury tenía 3.3 metros de altura y 1.8 metros de anchura; con el sistema de escapada lanzador añadido, la longitud total era de 7.9 m. Con 2.8 metros cúbicos de volumen habitable, la cápsula era lo bastante grande para un único miembro de tripulación.En el interior había 120 controles: 55 cambios eléctricos, 30 fusibles y 35 palancas mecánicas. La aeronave más pesada, Mercury-Atlas 9, pesaba 1,400kg totalmente cargada. La parte externa era de René 41, una aleación de níquel capaz de soportar temperaturas elevadas.
La nave espacial tenía forma de cono, con un cuello en el extremo estrecho.  Tenía una base convexa, que llevaba un escudo térmico que consistía en un panal de aluminio cubierto con múltiples capas de fibra de vidrio.  Atado a él había un retropack, que constaba de tres cohetes desplegados para frenar la nave espacial durante la reentrada.  Entre estos había tres cohetes menores para separar la nave espacial del vehículo de lanzamiento en la inserción orbital.  Las correas que sujetaban el paquete se podían cortar cuando ya no se necesitaban.  Junto al escudo térmico estaba el compartimento presurizado de la tripulación.  En el interior, un astronauta estaba atado a un asiento ajustado con instrumentos frente a él y de espaldas al escudo térmico. Debajo de dicho asiento estaba el sistema de control ambiental que suministra oxígeno y calor,  limpiando el aire de CO 2, vapor y olores, y (en vuelos orbitales) recolectando la orina del cosmonauta.  El compartimento de recuperación en el extremo estrecho de la nave espacial contenía tres paracaídas: un paracaídas para estabilizar la caída libre y dos toboganes principales, uno primario y uno de reserva.  Entre el escudo térmico y la pared interior del compartimento de la tripulación había un faldón de aterrizaje, que se desplegaba bajando el escudo térmico antes de aterrizar.  En la parte superior del compartimiento de recuperación estaba la sección de antena conteniendo tanto las antenas para la comunicación como los escáneres para guiar la orientación de la nave espacial.  Se montó un sistema de escape de lanzamiento en el extremo estrecho de la nave espacial, éste contenía tres pequeños cohetes de combustible sólido que podían dispararse rápidamente en caso de que fallara el lanzamiento, separando así la cápsula de forma segura de su propulsor. Posteriormente se desplegaría el paracaídas de la cápsula para un aterrizaje cercano en el mar.
La nave espacial Mercury no tenía una computadora a bordo, sino que dependía de todos los cálculos de las computadoras que había en tierra para calcular la reentrada, y sus resultados (tiempos de retroceso y actitud de disparo) se transmitían a la nave espacial por radio durante el vuelo. Todos los sistemas informáticos utilizados en el programa espacial Mercury estaban alojados en las instalaciones de la NASA en la Tierra .  Los sistemas informáticos eran computadoras IBM 701 .
Estados Unidos lanzó a su primer astronauta de Mercury, Alan Shepard, en un vuelo suborbital casi un mes después del primer vuelo espacial orbital tripulado. Los soviéticos pudieron lanzar un segundo Vostok en un vuelo de un día el 6 de agosto, antes de que Estados Unidos finalmente orbitara al primer estadounidense, John Glenn, el 20 de febrero de 1962. Estados Unidos lanzó un total de dos cápsulas Mercury suborbitales tripuladas y cuatro cápsulas orbitales tripuladas, siendo el vuelo más largo Mercury-Atlas 9, con 22 órbitas y una duración de 32 horas y media.

### Gemini

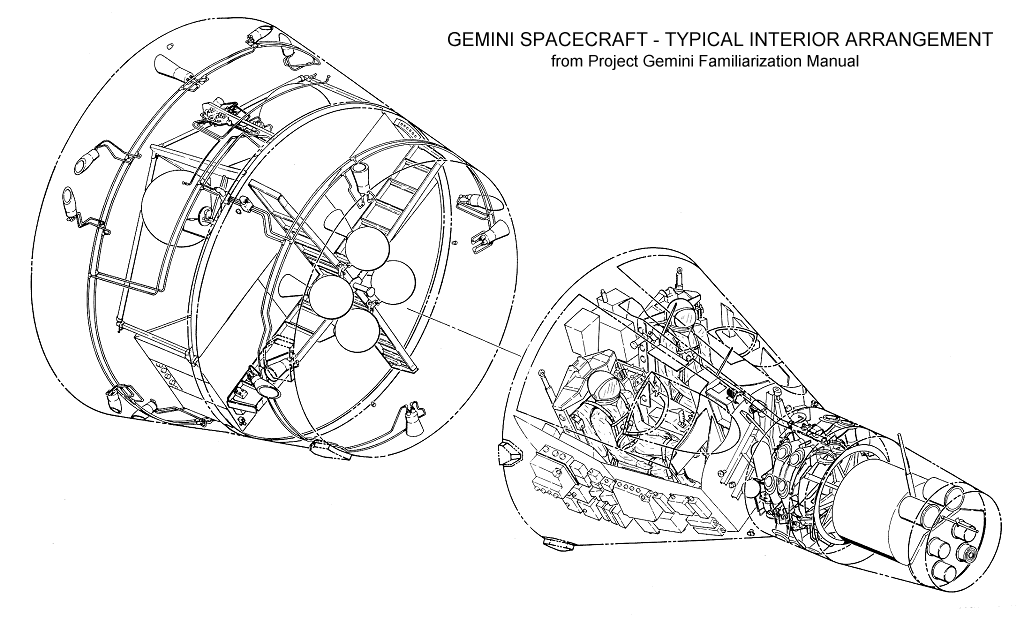
Gemini Cápsula esquema interno, con adaptador de equipamiento

Se podía acceder a muchos componentes de la propia cápsula a través de sus propias pequeñas puertas de acceso. A diferencia de Mercury, Gemini usaba componentes electrónicos completamente de estado sólido y su diseño modular facilitaba su reparación.

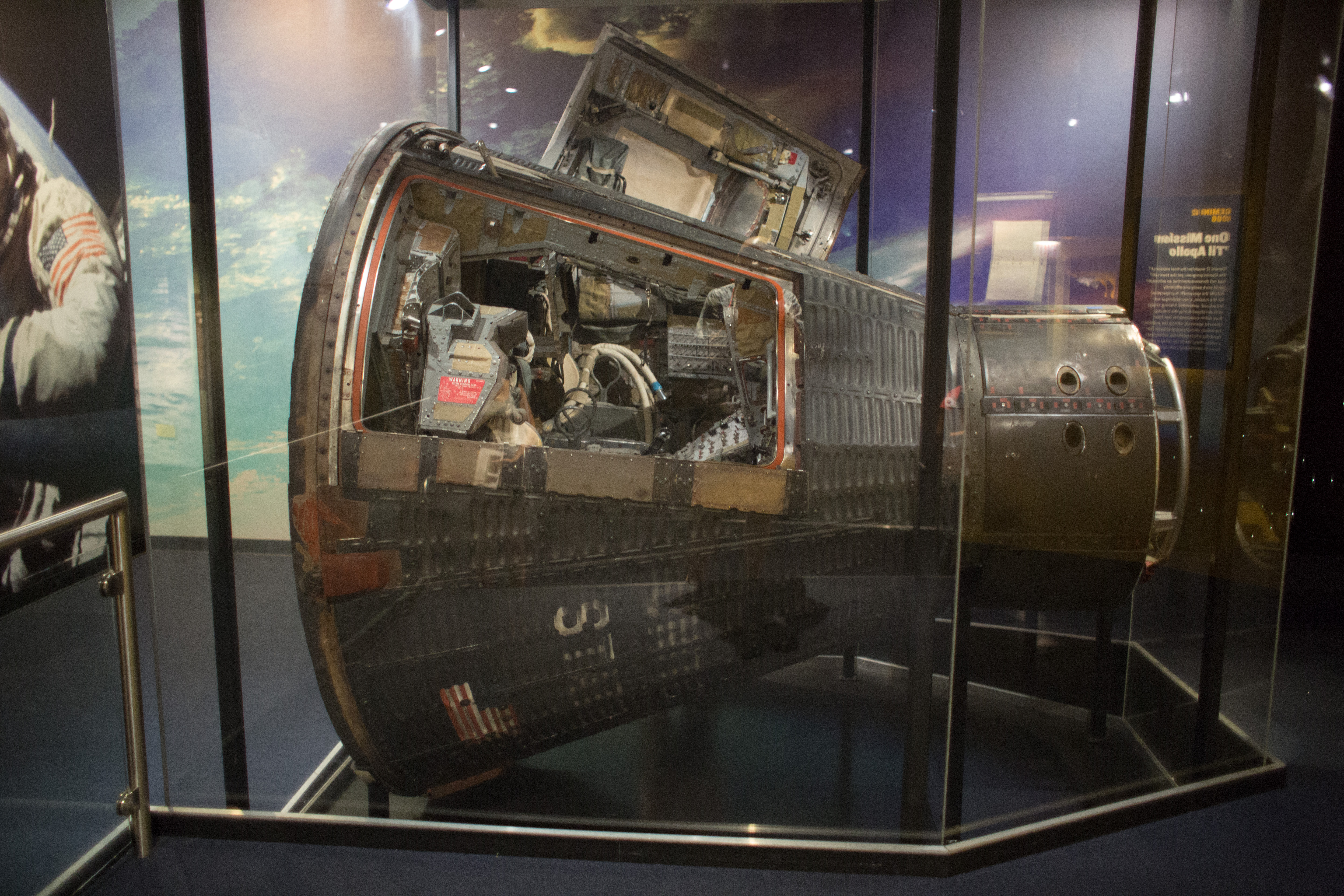
La cápsula Gemini 12 de la décima y última misión de 1966 del Proyecto Gemini, pilotada por Jim Lovell y Buzz Aldrin (exhibición en el Planetario Adler de Chicago)

El sistema de escape de lanzamiento de emergencia de Gemini no usó una torre de escape impulsada por un cohete de combustible sólido, sino que usó asientos eyectables (al estilo de un avión). La torre era pesada y complicada, y los ingenieros de la NASA concluyeron que podían eliminarla ya que los propulsores hipergólicos del Titán II se quemarían inmediatamente al contacto. Los asientos eyectables eran suficientes para separar a los astronautas del vehículo en caso de que el lanzamiento fuese defectuoso. En altitudes más altas, donde los asientos de eyección no se pudiesen , los astronautas regresarían a la Tierra dentro de la nave espacial, que se separaría del vehículo de lanzamiento. 
El principal proponente del uso de asientos eyectables fue Chamberlin, a quien nunca le había gustado la torre de escape Mercury y deseaba usar una alternativa más simple que también redujera el peso. Revisó varios fallos de misiles balísticos intercontinentales Atlas y Titan II para estimar el tamaño aproximado de una bola de fuego producida por un vehículo lanzador que explota y, a partir de esto, calculó que el Titan II produciría una explosión mucho más pequeña, por lo que la nave espacial podría llegar lejos con los asientos eyectables.
Maxime Faget, el diseñador del Mercury LES, no estaba tan entusiasmado con esta configuración. Aparte de la posibilidad de que los asientos eyectables hiriesen gravemente a los astronautas, también eran únicamente utilizables durante unos 40 segundos después del despegue, momento en el que el propulsor alcanzaría la velocidad Mach 1 y la expulsión ya no es posible. También le preocupaba que los astronautas fueran lanzados a través de la columna de escape de Titan si se expulsaban en vuelo y luego agregó: "Lo mejor de Géminis es que nunca tuvieron que escapar".
El sistema de eyección Gemini nunca se probó con la cabina Gemini presurizada con oxígeno puro, como estaba antes del lanzamiento. En enero de 1967, el fatal incendio del Apolo 1 demostró que presurizar una nave espacial con oxígeno puro creaba un peligro de incendio extremadamente peligroso. 
Gemini fue la primera nave espacial que transportaba astronautas que incluyó una computadora a bordo, la Computadora de Orientación Gemini, para facilitar la gestión y el control de las maniobras de la misión. Esta computadora, a veces llamada computadora a bordo de la nave espacial Gemini (OBC), era muy similar a la computadora digital del vehículo de lanzamiento de Saturno . La computadora de orientación Géminis pesaba 26.8 kg . Su memoria central tenía 4096 direcciones, cada una de las cuales contenía una palabra de 39 bits compuesta por tres "sílabas" de 13 bits. Todos los datos numéricos eran enteros en complemento a dos de 26 bits (a veces utilizados como números de coma fija ), almacenados en las dos primeras sílabas de una palabra o en el acumulador . Las instrucciones (siempre con un código de operación de 4 bits y 9 bits de operando) podían ir en cualquier sílaba. [38] [39]

### Apolo

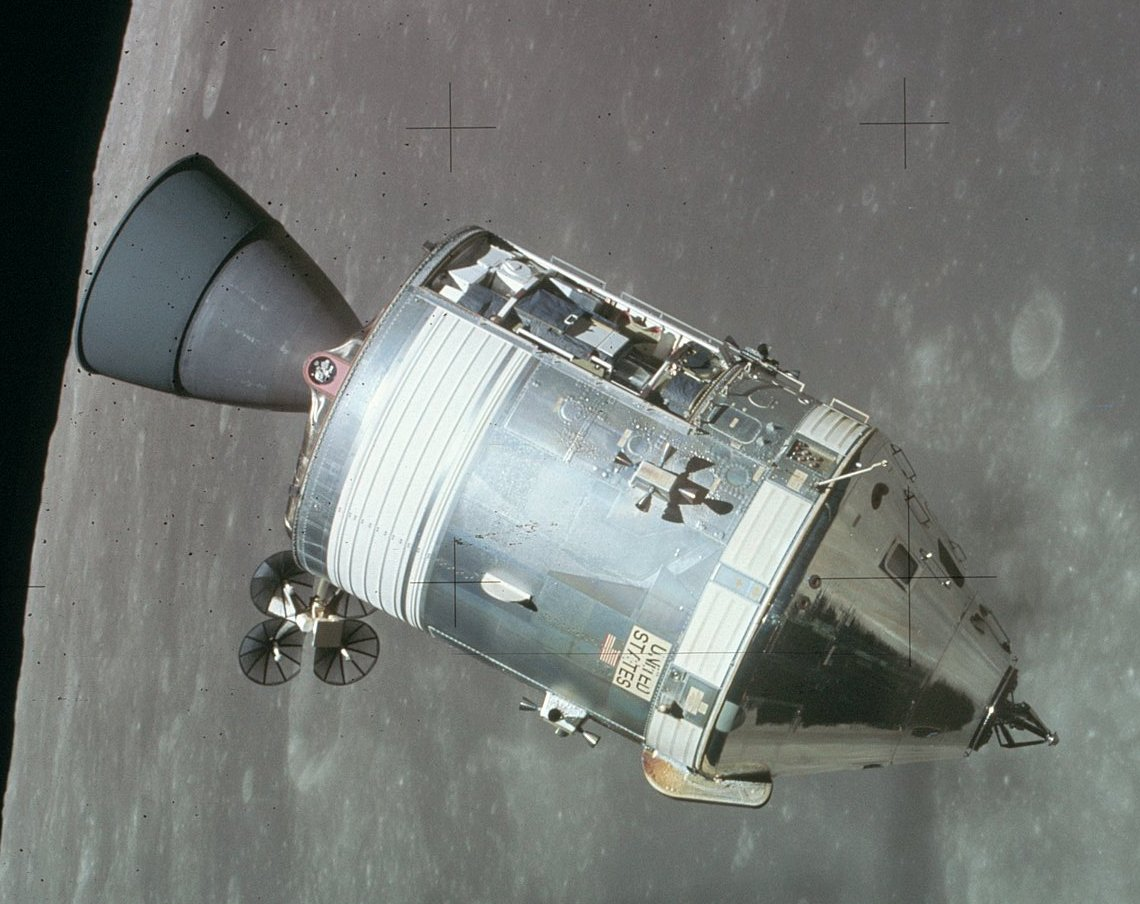
El módulo de comando y servicio del Apolo 15 en órbita alrededor de la Luna

La nave espacial Apollo se concibió por primera vez en 1960 como una nave tripulada por tres personas para seguir al Proyecto Mercury, con una misión abierta. Podía usarse para transportar astronautas a una estación espacial en órbita terrestre, o para vuelos alrededor o en órbita alrededor de la Luna, y posiblemente aterrizar en ella. La NASA solicitó diseños de estudio de viabiliad de varias compañías en 1960 y 1961, mientras que Faget y el Space Task Group trabajaron en su propio diseño utilizando una cápsula cónica  (Módulo de Comando) apoyada por un Módulo de Servicio cilíndrico que proporciona energía eléctrica y propulsión. La NASA revisó los diseños de los participantes en mayo de 1961, pero cuando el presidente John F. Kennedy propuso un esfuerzo nacional para llevar a un hombre a la Luna durante la década de 1960, la NASA decidió rechazar los estudios de viabilidad y continuar con el diseño de Faget, centrado en el aterrizaje lunar. misión. El contrato para construir Apollo fue adjudicado a North American Aviation .
El Módulo de Comando / Servicio de Apolo (CSM) fue diseñado originalmente para llevar a tres hombres directamente a la superficie de la Luna, encima de un gran embarcadero con piernas. El módulo de comando se dimensionó en 3.9 metros de diámetro, por 3.39 de largo. El módulo de servicio tenía 4 metros de largo, con una longitud total del vehículo de 11.04 metros (incluida la campana del motor). Se disponía de un motor de propulsión (un propulsor hipergólico) diseñado para levantar el CSM de la superficie lunar y enviarlo de regreso a la Tierra. Esto requería un vehículo de lanzamiento único mucho más grande que el Saturn V, o varios lanzamientos de Saturno V para ensamblarlo en la órbita de la Tierra antes de enviarlo a la Luna.
Al principio, se decidió utilizar el método de encuentro de la órbita lunar, utilizando un Módulo de Excursión Lunar (LEM) más pequeño para transportar a dos de los hombres entre la órbita lunar y la superficie. La reducción de masa permitió que la misión lunar se lanzara con un solo Saturno V. Dado que se había iniciado un trabajo de desarrollo significativo en el diseño, se decidió continuar con el diseño existente como Bloque I, mientras que una versión del Bloque II capaz de reunirse con el LEM, se desarrollaría en paralelo. Además de la adición de un túnel de atraque y una sonda, el Bloque II emplearía mejoras de equipo basadas en las lecciones aprendidas del diseño del Bloque I. El bloque I se utilizaría para vuelos de prueba sin tripulación y un número limitado de vuelos tripulados en órbita terrestre. Aunque el motor de propulsión de servicio era entonces más grande que lo necesario, su diseño no se modificó ya que se estaba consiguiendo un desarrollo significativo; sin embargo, los tanques de propulsor se redujeron ligeramente para reflejar el requisito de combustible modificado. Por la preferencia de los astronautas, el Block II CM reemplazaría la tapa de la escotilla de la puerta del tapón de dos piezas, elegida para evitar una apertura accidental de la escotilla, como sucedió en el vuelo Mercury-Redstone 4 de Gus Grissom.
La práctica Mercury-Gemini de utilizar una atmósfera previa al lanzamiento de 1150 mbar de puro oxígeno resultó ser un desastre al combinarse con el diseño de la trampilla de la puerta de enchufe. Mientras participaban en una prueba previa al lanzamiento en la plataforma, el 27 de enero de 1967, preparándose para el primer lanzamiento con tripulación en febrero, toda la tripulación del Apolo 1 —Grissom, Edward H. White y Roger Chaffee — murieron en un incendio que barrió la cabina. La puerta del enchufe hizo imposible que los astronautas pudieran escapar o ser retirados antes de morir. Una investigación reveló que el incendio probablemente fue iniciado por una chispa de un cable deshilachado, alimentado por materiales combustibles que no deberían haber estado en la cabina. El programa de vuelo tripulado se retrasó mientras se realizaban cambios en el diseño de la nave espacial Block II para reemplazar la atmósfera previa al lanzamiento de oxígeno puro con una mezcla de nitrógeno / oxígeno similar al aire, eliminar los materiales combustibles de la cabina y los trajes espaciales de los astronautas, y sellar todo el cableado eléctrico y las líneas de refrigerante corrosivo.
La nave espacial Block II pesaba unos 28000 kg contando el combustible. Se utilizó en cuatro vuelos de prueba orbitales terrestres y lunares tripulados y siete misiones de aterrizaje lunar tripuladas. También se utilizó una versión modificada de la nave espacial para transportar a tres tripulaciones a la estación espacial Skylab y a la misión del Proyecto de prueba Apollo-Soyuz, que se acopló con una nave espacial Soyuz soviética. La nave espacial Apollo se retiró después de 1974.

### Cápsulas espaciales robóticas retiradas
- TKS
- FSW
- SRE
- L3
- Corona
- Dragon
- Soyuz 7K-L1
- VBK-Raduga
- Atmospheric Reentry Demonstrator

## Cápsulas espaciales activas

### Soyuz

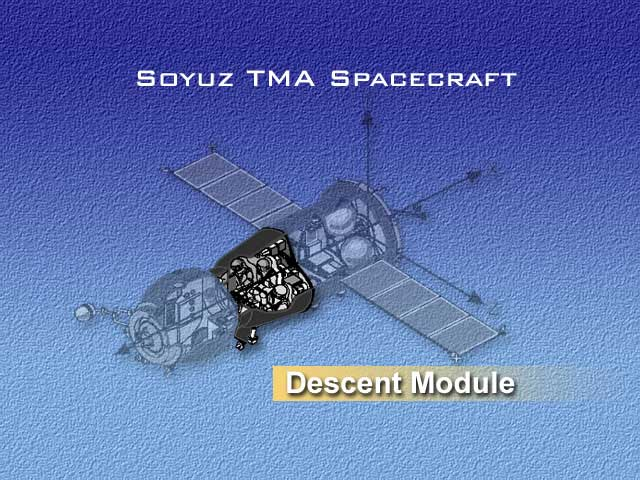
La nave espacial Soyuz, con la cápsula de reentrada (módulo de descenso) resaltada

En 1963, Korolev propuso por primera vez la nave espacial Soyuz cuya tripulación era de tres hombres, para su uso en el montaje de la órbita terrestre de una misión de exploración lunar. Fue presionado por el primer ministro soviético Nikita Khrushchev para posponer el desarrollo de Soyuz para trabajar en Voskhod, y luego se le permitió desarrollar Soyuz para la estación espacial y misiones de exploración lunar. Empleó una cápsula de reentrada pequeña y liviana en forma de campana, con un módulo de tripulación orbital unido a su nariz, que contenía la mayor parte del espacio vital de la misión. El módulo de servicio utilizaría dos paneles de células solares eléctricas para la generación de energía y contenía un motor de sistema de propulsión. El modelo 7K-OK diseñado para la órbita terrestre utilizó un módulo de reentrada de masa 2810 kg y de 2.17 metros de diámetro por 2.24 metros de largo, con un volumen interior de 4 metros cúbicos . El módulo orbital esferoidal tenía de masa 1100 kg y medía 2.25 metros de diámetro por 3.45 metros largo con sonda de atraque, con un volumen interior de 5 metros cúbicos . La masa total de la nave espacial fue de 6560 kilogramos .
Diez de estas naves volaron tripuladas después de la muerte de Korolev, de 1967 a 1971. La primera ( Soyuz 1 ) y la última ( Soyuz 11 ) resultaron en las primeras muertes en el espacio. Korolev había desarrollado un variante 7K-LOK de 9859 kg de peso para su uso en la misión lunar, pero nunca fue tripulada.
Los rusos continuaron desarrollando y volando la Soyuz hasta el día de hoy.

### Shenzhou

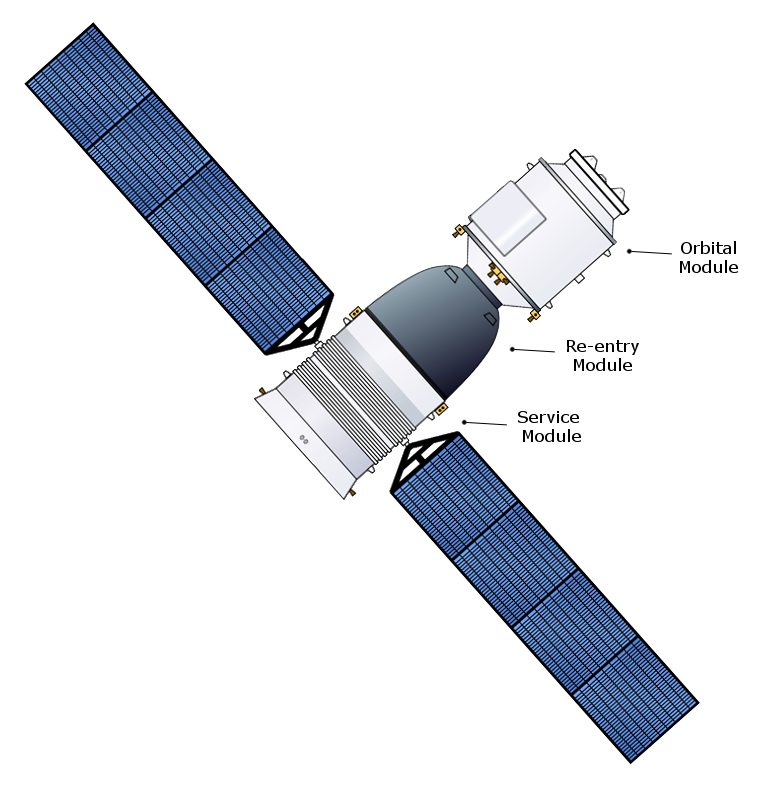
Diagrama de la nave espacial posterior a Shenzhou 7

La República Popular China desarrolló su nave espacial Shenzhou en la década de 1990 basándose en el mismo concepto (módulos orbital, de reentrada y de servicio) que Soyuz . Su primer vuelo de prueba sin tripulación fue en 1999, y el primer vuelo con tripulación en octubre de 2003 llevó a Yang Liwei durante 14 órbitas terrestres.

### Dragon 2
La cápsula SpaceX Dragon 2 de siete asientos envió por primera vez a una tripulación a la Estación Espacial Internacional el 30 de mayo de 2020 en la misión Demo-2 para la NASA. Aunque originalmente se concibió como un desarrollo de la cápsula Dragon sin tripulación de SpaceX que se usó para el contrato de Servicios de reabastecimiento comercial de la NASA, las demandas de los vuelos espaciales tripulados dieron como resultado un vehículo significativamente rediseñado con características limitadas.